# Средњи артеријски притисак
Средњи артеријски притисак (САП) је просечна вредност свих крвних притисака измерених у кратким временским интервалима током одређеног временског периода. Он није једнак средини између систолног и дијастоличког притиска, јер крвни притисак остаје већи од дијастолног (или „нижег“ притиска) током већег дела срчаног циклуса. Да би се осигурала нормална перфузија мозга, средњи артеријски притисак требало би бити у распону од 60-160 ммХг.

## Одређивање
Инвазивно мерење
Директно одређивање средњег крвног притиска инвазивним мерењемје најпрецизнији метод, којом  се израчунава средња вредност измерене криве артеријског притиска. Ова метода се углавном користи у интензивној медицини и за интраоперативно мерење крвног притиска.
Осцилометријска метода мерења
Ова метода се користи у аутоматским уређајима за мерење крвног притиска. Да би се то постигло, притисак манжетне се ослобађа у задатим интервалима. У подручју између систолног и дијастоличког притиска, зид крвног суда осцилира, а осцилација се преноси на манжетну. Осцилације достижу свој максимум при притиску у манжетни, што одговара средњем артеријском притиску. Максимум осцилације, а самим тим и САП, могу се одредити са далеко већом тачношћу од краја осцилације, што одговара дијастоличком крвном ритиску.
Аускултативно мерење према Рива-Рочију
Током ручног мерења крвног притиска, испитивач доживљава горе поменуте осцилације као Коротков звук. Ово омогућава одређивање систолног и дијастолног крвног притиска.
На меррење САП такође веома утиче степен пуњења крвних судова и однос који према дијастолном и систолном артеријском притиску варира киод истог пацијента. Стога је важно разликовати да ли је САП заправо интеграл артеријског притиска током времена или је то само приближни притисак израчунат из измерених систолних и дијастолних вредности.

## Математичко одређивање САП
Средњи притисак се обично одређује са 60% дијастолног и 40% систолног притиска. Његова вредност се добија израчунавањем средњег притиска из систолног и дијастолног притиска применом следеће формуле:
{\displaystyle MAP=(CO\cdot SVR)+CVP}
у којој је:
- {\displaystyle MAP} — средњи артеријски призисак (САП)
- {\displaystyle CO} — срчани излаз
- {\displaystyle SVR} — системски васкуларни отпор
- {\displaystyle CVP} — централни венски притисак који је обично довољно мали да се у овој формули може занемарити.

Пошто је MAP обично на или близу 0 ммХг, овај однос се често поједностављује на:
MAP ≈ CO × SVR
Стога ће промене у CO или SVR утицати на САП. Према томе повећање CO повећава MAP. Исто тако, повећање SVR повећава САП у било ком датом CO. Ако се CO и SVR промене узајамно и пропорционално, тада се САП неће променити. На пример, ако се CO удвостручи, а SVR смањи за половину, САП се не мења (ако је COP = 0). Важно је напоменути да су све променљиве пронађене у првој једначини  међусобно зависне. То значи да промена једне променљиве мења све остале.
У пракси, САП се не одређује познавањем CO и SVR, већ директним или индиректним мерењима артеријског притиска. Из трага аортног притиска током времена (види слику), облик трага притиска даје средњу вредност притиска (геометријску средину) која је мања од аритметичког просека систолног и дијастоличког притиска као што је приказано десно.
При нормалном пулсу у мировању, САП се може приказати следећом једначином:
MAP ≈(=) Р (дијастолни)  +  1/3 (Рсистолни - Р дијастолни) 
На пример : ако је систолни притисак 120 ммХг, а дијастолни притисак 80 ммХг, тада је средњи артеријски притисак приближно 93 ммХг користећи овај прорачун. Међутим, при високим срчаним фреквенцијама, САП је ближи аритметичком просеку систолног и дијастолног притиска (дакле, скоро 100 ммХг) због промене облика пулса артеријског притиска (постаје ужи). 
За апсолутно тачно одређивање средњег артеријског притиска користе се аналогна електронска кола или дигиталне технике. У нормалној клиничкој пракси, међутим, мере се систолни и дијастолни притисак, а не САП. То мерење се врши само када треба израчунати SVR.

## Процена
Током одмора, САП се може приближити током мерења крвног притиска, систолном крвном притиску и дијастолном крвном притиску, према формули:
{\displaystyle PAM\simeq PAD+{\frac {1}{3}}(PAS-PAD)}
или
{\displaystyle PAM\simeq {\frac {2}{3}}(PAD)+{\frac {1}{3}}(PAS)}
или
{\displaystyle PAM\simeq {\frac {(2PAD)+PAS}{3}}}

где је:
- PAM — средњи артеријски притисак
- PAS — систолни крвни притисак
- PAD — дијастолни крвни притисак
- PP — пулсни притисак {\displaystyle PAS-PAD}

У тахикардији је прорачун ближи просеку PAS и PAD; с обзиром на то да се повећањем броја откуцаја срца скраћује трајање дијастоле у срчаном циклусу, самим тим мења се и трајање дијастолних притисака у циркулацији.

## Клинички значај
| 24 час. САП категорија      | 24 час. САП     |
| --------------------------- | --------------- |
| Нормални крвни притисак     | < 90 mmHg       |
| Повишен крвни притисак      | 90 to < 92 mmHg |
| Први стадијум хипертензије  | 92 to < 96 mmHg |
| Други стадијум хипертензије | > 96 mmHg       |

У физиологији САП се сматра да је перфузијским притиском који већи од 70 ммХг довољна за одржавање функције органа код просечне особе. Он је обично између 65 и 110 ммХг. У условима када је средњем артеријском притискак око 50 ммХг, макар и 1 минут, или при његовим акумулативним ефектима током кратких периода, повећава се ризик од смртности за 5% због отказа органа или других компликација. САП се може користити слично систоличком крвном притиску за праћење и лечењу циљаног крвног притиска. Јер су обе вредности показатељи повољног исхода сепсе, велике трауме, можданог удара, интракранијалног крварења у хипертензивним хитним случајевима.
Ако САП макар и 1 минут падне испод 50 ммХг током дужег времена, витални органи неће добити довољну перфузију кисеоника и постаће хипоксични, или ће се у њима развити исхемија. С друге стране, САП изнад 160 ммХг одражава вишак церебралног крвотока и може резултовати повишеним интеркраинијалним притиском.